# La liberté, c'est le paradis
Pour plus de détails, voir Fiche technique et Distribution.
La liberté, c'est le paradis (СЭР) est un film soviétique réalisé par Sergueï Bodrov, sorti en 1989,.

## Fiche technique
- Photographie : Youri Skhitladze
- Musique : Alexandre Raskatov
- Décors : Valeri Kostrin

## Récompense
- Festival des films du monde de Montréal 1989 : Grand prix des Amériques